# En riktig jul
En riktig jul var SVT:s julkalender 2007.

## Handling
Serien handlar om 10-åriga Mila som bor med sin mamma i ett radhus i en liten stad.  Mamma gillar grannen Klas men det gör inte Mila eftersom hon vill fira jul ensam med sin mamma. På en önskelista till tomten skriver hon att hon önskar sig en jul där allt är som vanligt. Från ingenstans dyker tomtenissan Elfrid upp för att försöka hjälpa henne men Elfrid och Mila lyckas mest ställa till det för sig.

## Medverkande
- Olivia Nystedt – Mila
- Allan Svensson – jultomten
- Suzanne Ernrup – Elfrid
- Vanna Rosenberg – Katerina, Milas mamma
- Kalle Westerdahl – grannen Klas (Jockes pappa, mammas nya kille)
- Johan Ulveson – journalisten Pascal Petersén
- Dexter Dillén-Pardon – Jocke
- Jessica Zandén – TV-chef
- Viktor Källander – Einar
- Sissela Kyle – Ettan Nilsson
- Lennart Jähkel – isbjörnen
- Emil Almén – tekniknisse
- Anna Sahlin – sig själv
- Shebly Niavarani – Frasse
- Joakim Lindblad – polis

## Papperskalender

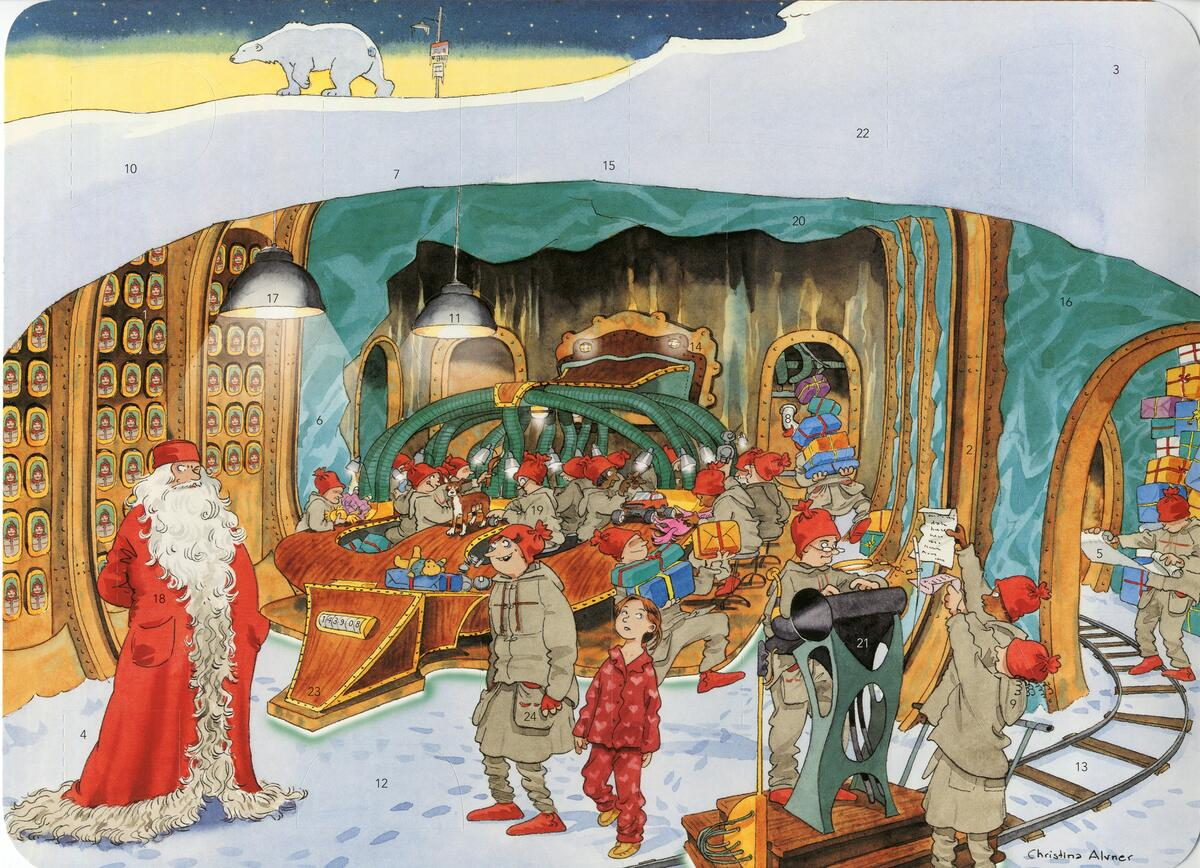
Papperskalendern

Årets papperskalender ritades av Christina Alvner och föreställer tomten som står i sin verkstad med några nissar.

## Inspelning
Inspelningarna startade i slutet av januari 2007. De första veckorna spelade man in i ett villakvarter på Ålstensgatan i Bromma och i mars 2007 skedde inspelning på Årsta torg, och i Kärrtorps gymnasium. Det mesta av inspelningen ägde rum i studio fram till juni och därefter skedde klippning.

## Video
Serien utgavs 2008 på DVD.

## Datorspel
I samband med julkalendern utkom också ett datorspel med samma namn baserat på serien och utvecklat av Pan Vision.

### Fotnoter
1. ↑  ”Jultradition”. Arkiverad från originalet den 25 april 2012. https://web.archive.org/web/20120425112719/http://www.jultradition.se/tv.htm. Läst 2 april 2011.
2. ↑  ”Nackaelever i TV:s julkalender”. NVP. Arkiverad från originalet den 27 december 2016. https://web.archive.org/web/20161227131024/http://www.nvp.se/Arkiv/Artiklar/2007/12/Nackaelever-i-TVs-julkalender/. Läst 26 december 2016.
3. ↑  Ann-Louise Larsson (26 februari 2007). ”Jul igen när julkalendern spelas in”. Svenska Dagbladet. https://www.svd.se/jul-igen-nar-julkalendern-spelas-in.
4. ↑  ”Svensk mediedatabas”. https://smdb.kb.se/catalog/id/002413598. Läst 5 april 2011.
5. ↑  ”Svenska serier som blivit datorspel”. Filmtopp.se. https://www.filmtopp.se/lista/svenska-serier-som-blivit-datorspel. Läst 18 juni 2022.